# João Batista Triquerie
João Batista Triquerie, foi um frei franciscano francês que nasceu no dia 8 de Setembro de 1732 em Laval. Durante a Revolução Francesa, ele foi morto em 1794 em Laval, no evento que depois ficaria conhecido como Martírio do Laval. O Papa Pio XII em 1926, aprovou a sua beatificação, juntamente com 14 mártires.

## Biografia

### Vida e Martírio
João Batista Triquerie nasceu no dia 8 de Setembro de 1732 em Laval, logo após a sua juventude, ele ingressa na Ordem dos Frades Menores Conventuais e se ordenou sacerdote. Na Ordem, ele se distingue por sua profunda vida de oração e por seu serviço e assistência às Clarissas e outras religiosas.
Em 1783. assume a função de pároco da Igreja da Trindade de Laval (atual catedral). Diante os conflitos da Revolução Francesa se recusa a fazer o juramento da Constituição Civil do Clero durante a Revolução Francesa, que obrigava os clérigos a prestar juramento e se tornarem funcionários públicos do Estado. Devido a sua atitude, no dia 20 de julho de 1792 é deportado no antigo convento dos Conventuais .
No dia 21 de janeiro de 1794, por volta das 8 da manhã, Frei João Batista, juntamente com 13 padres foram levados ao tribunal civil, onde foram condenados a guilhotina na praça do Palácio de Laval. De acordo com relatos, um dos sacerdotes teria dito "Nós te ensinamos a viver, agora te mostraremos como morrer". Os seus restos mortais foram levados para ser enterrados em Croix-Bataille.

### Beatificação
Após a mortes destes religiosos, o bispo de Mans decreta uma ordem no dia 15 de abril de 1839, que ordena que se procedesse uma investigação, segundo as formas canônicas, para apurar com autenticidade as circunstâncias do julgamento e da morte desses sacerdotes. Depois disto, o Papa Pio XII beatifica os quatorze padres, no dia 19 de junho de 1955, sendo eles:
- Frei João Batista Triquerie
- Jean-Baptiste Turpin du Cormier
- Jacques André
- André Duliou
- Louis Gastineau;
- François Migoret-Lamberdière
- Julien Moulé
- Auguste-Emmanuel Philippot
- Pierre Thomas
- Jean-Marie Gallot
- Joseph Pellé
- René-Louis Ambroise
- Julien-François Mortin de la Girardière
- Francis Duschesne